# 希比內山脈
希比內山脈是俄羅斯的山脈，位於摩爾曼斯克州的科拉半島，面積1,300平方公里，平均海拔高度900至1,000米，最高點海拔高度1,200米，山體在3.5億年前形成。

## 外部連結
- khibiny.info （俄文）
- Khibiny geology and minerals

67°44′05″N 33°43′34″E / 67.73472°N 33.72611°E